# Coupe du Sénégal de football 2024-2025
Navigation
Édition précédente Édition suivante
La Coupe du Sénégal de football 2024-2025 est la 64e édition de la Coupe du Sénégal, compétition à élimination directe mettant aux prises des clubs de football amateurs et professionnels affiliés à la Fédération sénégalaise de football et organisée par cette dernière.
Le vainqueur de la compétition se qualifie pour le tour de qualification de la Coupe de la confédération 2025-2026.

## Déroulement de la compétition
Soixante-quatre équipes participent à la phase finale pour les 32 
eme de finale de la compétition : les 32 clubs de la ligue professionnelle (16 équipes de Ligue 1 et 16 équipes de Ligue 2)
Rejoignent les 14 clubs de National 1 et 18 clubs toutes vainqueurs des tours préliminaires entre les clubs de National 2 et les clubs de Division régionale.

## Logo
La FSF dévoile le logo de la saison dernière en y changeant les couleurs, et en y ayant importait un ballon au milieux.

Logo de la Coupe du Sénégal édition 2025

## Déroulé du tirage au sort
Le tirage au sort a été effectué le 30 décembre 2024, toutes les équipes se retrouvent dans un pot unique. Les rencontres sont tirées au fur et à mesure sans aucune restriction.
L'équipe tirée en premier reçoit à domicile sauf s'il y a deux divisions d'écart entre les deux adversaires. Dans ce cas, l'équipe de division inférieure reçoit. À partir des quarts de finale, cette règle saute.
S'il n'y a pas de vainqueurs à l'issue du temps règlementaire, une séance de tirs au but départagera les deux équipes. Les prolongations démarreront à partir des demi-finales.

## Phase finale

### Participants
Les 9 clubs DR issus des préliminaires ainsi que les 9 clubs N2 , rejoignent les 14 clubs N1 qualifiée du tour de cadrage avec les 32 clubs des ligues professionnels déjà qualifiées.
| Niveaux                 | Clubs |
| ----------------------- | --- |
| Ligue 1 (16)            | Teungueth FC, ASC Jaraaf, Dakar SC, AS Pikine, Guédiawaye FC, ASC Sonacos, US Gorée, ASCE La Linguère, US Ouakam, Génération Foot, Jamono Fatick, Casa Sports, Wally Daan FC, Oslo FA Dakar, ASC HLM Dakar, AJEL de Rufisque. |
| Ligue 2 (16)            | Stade de Mbour, Diambars FC,Amitié FC, RS Yoff, CNEPS Excellence, NGB Niarry Tally, DUC, ASAC Ndiambour, Thiès FC,ASC Saloum,AS Cambérène, Étoile Lusitana,AS Douanes,AS Bambey,AS Kaffrine, Essamaye FC.                     |
| National 1 (14)         | AS Kolda,ASUC Ziguinchor, Guelwaars Fatick,Don Bosco FC, USCT Port,ASC Jeanne d'Arc,US Rail,Pépiniere SUD,ASFA,Builders FC,Damels tivaouane,Deukeundo, JOC, AF Darou Salam.                                                   |
| National 2 (8)          | USPA,ASSUR,Olympique de Ngor, Dakar FC,AS Boundou,AS Ndar Guedj,Fierté De Mbacké,Stade De Thiaroye. |
| Division régionale (10) | Club Olympique Thiéssois,Espoirs de Guediawaye,Bargueth FC,Karack FC,Pout SC,Renaissance Diakhao,FC Bignona,ASC Khombole, Ndar Académie Foot,Avenir De Thiaroye.                                                              |

### Tour de cadrage N1
Le tirage aura lieu au siège de la fédération sénégalaise de football, en 2024.
Résultats : 
| Équipe 1         | Résultat        | Équipe 2             |
| ---------------- | --------------- | -------------------- |
| Modèle de Mbao   | 0-0 (2-4) T.a.b | Guelwaars Fatick     |
| Pépiniere SUD    | 1-0             | Ajamaat FC           |
| Coton Sport      | 0-1             | ASUC Ziguinchor      |
| Deukeundo        | 1-1 (5-4) T.a.b | UGB de Saint-Louis   |
| JOC              | 0-0 (4-2) T.a.b | Haayo des Agnam      |
| AS Kolda         | forfait         | Toglou Diass         |
| US Rail          | 1-0             | Gazelles de Kédougou |
| Don Bosco FC     | 1-1 (4-3) T.a.b | Demba Diop FC        |
| Cayor Foot       | 0-0 (6-7) T.a.b | Damels tivaouane     |
| Keur Madior FC   | 0-1             | Builders FC          |
| AF Darou Salam   | 1-0             | Mbour PC             |
| Avenir De Dakar  | 1-2             | USCT Port            |
| ASC Jeanne d'Arc | 0-0 (4-2) T.a.b | ASC Yeggo            |
| Africa Foot      | 2-2 (1-3) T.a.b | ASFA                 |

### 32ᵉ de finale
Le tirage a lieu le lundi 30 décembre 2024 au siège de la FSF à Dakar, les matchs ont eu lieu les 14, 15 et 16 janvier 2025.
| Équipe 1              | Résultat        | Équipe 2           |
| --------------------- | --------------- | ------------------ |
| Guelwaars Fatick      | 3-1             | Avenir De Thiaroye |
| COT                   | 1-1 (5-6) T.a.b | Pout SC            |
| Amitié FC             | 0-1             | Jamono Fatick      |
| AS Kaffrine           | 2-0             | Diambars FC        |
| Étoile Lusitana       | 1-1 (4-2) T.a.b | Deukeundo          |
| ASC Saloum            | 2-0             | Fierté De Mbacké   |
| Karack FC             | 0-4             | ASC Jaraaf         |
| ASCE La Linguère      | 2-2 (1-3) T.a.b | Damels tivaouane   |
| Espoirs de Guediawaye | 3-1             | Oslo FA Dakar      |
| Casa Sports           | 1-0             | AS Cambérène       |
| Dakar SC              | 0-2             | AJEL de Rufisque   |
| ASC Sonacos           | 1-0             | ASUC Ziguinchor    |
| ASC HLM Dakar         | 1-1 (7-8) T.a.b | Stade de Mbour     |
| AS Bambey             | 1-1 (2-4) T.a.b | Builders FC        |
| ASAC Ndiambour        | 2-1             | ASSUR              |
| JOC                   | forfait         | CNEPS Excellence   |
| USPA                  | 1-2             | AS Kolda           |
| US Rail               | 0-0 (5-4) T.a.b | ASC Jeanne d'Arc   |
| Dakar FC              | 0-1             | USCT Port          |
| Ndar Académie Foot    | 0-1             | ASFA               |
| Teungueth FC          | 0-1             | DUC                |
| AS Ndar Guedj         | 0-2             | US Ouakam          |
| ASC Khombole          | 0-3             | Wally Daan FC      |
| NGB Niarry Tally      | 1-0             | Don Bosco FC       |
| Pépiniere SUD         | 1-0             | FC Bignona         |
| Guédiawaye FC         | 2-0             | Essamaye FC        |
| AS Douanes            | forfait         | AS Boundou         |
| Stade De Thiaroye     | 2-1             | Bargueth FC        |
| Renaissance Diakhao   | 1-2             | RS Yoff            |
| AS Pikine             | 1-1 (1-3) T.a.b | US Gorée           |
| Thiès FC              | 3-0             | Olympique de Ngor  |
| Génération Foot       | 1-0             | AF Darou Salam     |

### 16ᵉ de finale
Le tirage a eu lieu au siège de la fédération sénégalaise de football, le 27 janvier 2024.
les matchs se joue le 12 et 13 février 2025.
Résultats : 
| Équipe 1              | Résultat        | Équipe 2          |
| --------------------- | --------------- | ----------------- |
| ASAC Ndiambour        | 1-2             | AS Douanes        |
| Étoile Lusitana       | 2-1             | US Gorée          |
| AJEL de Rufisque      | 1-0             | ASC Sonacos       |
| Pout SC               | 1-0             | AS Kolda          |
| Guédiawaye FC         | 1-0             | Damels tivaouane  |
| Wally Daan FC         | 2-1             | Thiès FC          |
| ASC Jaraaf            | 3-2             | Stade de Mbour    |
| Jamono Fatick         | 2-0             | US Ouakam         |
| Espoirs de Guediawaye | 2-0             | AS Kaffrine       |
| ASFA                  | 0-1             | Builders FC       |
| Génération Foot       | 0-0 (5-4) T.a.b | Casa Sports       |
| Guelwaars Fatick      | 7-0             | Stade De Thiaroye |
| Pépiniere SUD         | 1-1 (5-6) T.a.b | NGB Niarry Tally  |
| US Rail               | 0-2             | DUC               |
| RS Yoff               | 3-2             | USCT Port         |
| JOC                   | 1-1 (4-1) T.a.b | ASC Saloum        |

### 8ᵉ de finale
Le tirage au sort avait eu lieux au même moment que les 16e de final , au siège de la FSF. Les matchs se tiennent le 11, 12 et 13 mars 2025
Résultats :
| Équipe 1         | Résultat        | Équipe 2              |
| ---------------- | --------------- | --------------------- |
| Étoile Lusitana  | 0-0 (4-3) T.a.b | Pout SC               |
| Jamono Fatick    | 1-5             | Guelwaars Fatick      |
| Builders FC      | 2-1             | AJEL de Rufisque      |
| NGB Niarry Tally | 0-1             | ASC Jaraaf            |
| Guédiawaye FC    | 0-0 (2-3) T.a.b | DUC                   |
| RS Yoff          | 1-0             | Espoirs de Guediawaye |
| Génération Foot  | 3-1             | AS Douanes            |
| JOC              | 0-3             | Wally Daan FC         |

### Tableau final
Le tirage au sort des quarts de finale a eu lieu le 28 mars 2025,
les match ceux Joue le 8, 9 et 10 avril 2025
Les matchs des demi-finales finales auront lieu le 14 ou 15 mai 2025
|  | Quarts de finale                      | Quarts de finale            | Quarts de finale                | Quarts de finale            |                  |                  | Demi-finales               | Demi-finales               | Demi-finales               | Demi-finales               |  |  | Finale                                       | Finale                                       | Finale                                       | Finale                                       |
|  |                                       |                             |                                 |                             |                  |                  |                            |                            |                            |                            |  |  |                                              |                                              |                                              |                                              |
|  | 8 avril 2025, Stade de Ngor           | 8 avril 2025, Stade de Ngor | 8 avril 2025, Stade de Ngor     | 8 avril 2025, Stade de Ngor |                  |                  | 15 mai 2025, Stade de Ngor | 15 mai 2025, Stade de Ngor | 15 mai 2025, Stade de Ngor | 15 mai 2025, Stade de Ngor |  |  | 20 juillet 2025, Stade Léopold-Sédar-Senghor | 20 juillet 2025, Stade Léopold-Sédar-Senghor | 20 juillet 2025, Stade Léopold-Sédar-Senghor | 20 juillet 2025, Stade Léopold-Sédar-Senghor |
|  | 8 avril 2025, Stade de Ngor           | 8 avril 2025, Stade de Ngor | 8 avril 2025, Stade de Ngor     | 8 avril 2025, Stade de Ngor |                  |                  | 15 mai 2025, Stade de Ngor | 15 mai 2025, Stade de Ngor | 15 mai 2025, Stade de Ngor | 15 mai 2025, Stade de Ngor |  |  | 20 juillet 2025, Stade Léopold-Sédar-Senghor | 20 juillet 2025, Stade Léopold-Sédar-Senghor | 20 juillet 2025, Stade Léopold-Sédar-Senghor | 20 juillet 2025, Stade Léopold-Sédar-Senghor |
|  | ASC Jaraaf                            | ASC Jaraaf                  | 3                               | 3                           |                  |                  | 15 mai 2025, Stade de Ngor | 15 mai 2025, Stade de Ngor | 15 mai 2025, Stade de Ngor | 15 mai 2025, Stade de Ngor |  |  | 20 juillet 2025, Stade Léopold-Sédar-Senghor | 20 juillet 2025, Stade Léopold-Sédar-Senghor | 20 juillet 2025, Stade Léopold-Sédar-Senghor | 20 juillet 2025, Stade Léopold-Sédar-Senghor |
|  | ASC Jaraaf                            | ASC Jaraaf                  | 3                               | 3                           |                  |                  | 15 mai 2025, Stade de Ngor | 15 mai 2025, Stade de Ngor | 15 mai 2025, Stade de Ngor | 15 mai 2025, Stade de Ngor |  |  | 20 juillet 2025, Stade Léopold-Sédar-Senghor | 20 juillet 2025, Stade Léopold-Sédar-Senghor | 20 juillet 2025, Stade Léopold-Sédar-Senghor | 20 juillet 2025, Stade Léopold-Sédar-Senghor |
|  | RS Yoff                               | RS Yoff                     | 2                               | 2                           |                  |                  | 15 mai 2025, Stade de Ngor | 15 mai 2025, Stade de Ngor | 15 mai 2025, Stade de Ngor | 15 mai 2025, Stade de Ngor |  |  | 20 juillet 2025, Stade Léopold-Sédar-Senghor | 20 juillet 2025, Stade Léopold-Sédar-Senghor | 20 juillet 2025, Stade Léopold-Sédar-Senghor | 20 juillet 2025, Stade Léopold-Sédar-Senghor |
|  | RS Yoff                               | RS Yoff                     | 2                               | 2                           | ASC Jaraaf       | ASC Jaraaf       | 2 (3)                      | 2 (3)                      |                            |                            |  |  | 20 juillet 2025, Stade Léopold-Sédar-Senghor | 20 juillet 2025, Stade Léopold-Sédar-Senghor | 20 juillet 2025, Stade Léopold-Sédar-Senghor | 20 juillet 2025, Stade Léopold-Sédar-Senghor |
|  | 10 avril 2025, Stade Djagaly Bagayoko |                             |                                 |                             | ASC Jaraaf       | ASC Jaraaf       | 2 (3)                      | 2 (3)                      |                            |                            |  |  | 20 juillet 2025, Stade Léopold-Sédar-Senghor | 20 juillet 2025, Stade Léopold-Sédar-Senghor | 20 juillet 2025, Stade Léopold-Sédar-Senghor | 20 juillet 2025, Stade Léopold-Sédar-Senghor |
|  |                                       |                             | Builders FC                     | Builders FC                 | 2 (5)            | 2 (5)            |                            |                            |                            |                            |  |  | 20 juillet 2025, Stade Léopold-Sédar-Senghor | 20 juillet 2025, Stade Léopold-Sédar-Senghor | 20 juillet 2025, Stade Léopold-Sédar-Senghor | 20 juillet 2025, Stade Léopold-Sédar-Senghor |
|  | Builders FC                           | Builders FC                 | Builders FC                     | Builders FC                 | 2 (5)            | 2 (5)            | 1                          | 1                          |                            |                            |  |  | 20 juillet 2025, Stade Léopold-Sédar-Senghor | 20 juillet 2025, Stade Léopold-Sédar-Senghor | 20 juillet 2025, Stade Léopold-Sédar-Senghor | 20 juillet 2025, Stade Léopold-Sédar-Senghor |
|  | Builders FC                           | Builders FC                 | 15 mai 2025, Stade Massène Sène |                             |                  |                  | 1                          | 1                          |                            |                            |  |  | 20 juillet 2025, Stade Léopold-Sédar-Senghor | 20 juillet 2025, Stade Léopold-Sédar-Senghor | 20 juillet 2025, Stade Léopold-Sédar-Senghor | 20 juillet 2025, Stade Léopold-Sédar-Senghor |
|  | Étoile Lusitana                       | Étoile Lusitana             | 0                               | 0                           |                  |                  |                            |                            |                            |                            |  |  | 20 juillet 2025, Stade Léopold-Sédar-Senghor | 20 juillet 2025, Stade Léopold-Sédar-Senghor | 20 juillet 2025, Stade Léopold-Sédar-Senghor | 20 juillet 2025, Stade Léopold-Sédar-Senghor |
|  | Étoile Lusitana                       | Étoile Lusitana             | 0                               | 0                           | ASC Jaraaf       | ASC Jaraaf       | 0                          | 0                          |                            |                            |  |  |                                              |                                              |                                              |                                              |
|  | 9 avril 2025, Stade municipal des HLM |                             |                                 |                             | ASC Jaraaf       | ASC Jaraaf       | 0                          | 0                          |                            |                            |  |  |                                              |                                              |                                              |                                              |
|  |                                       |                             | Génération Foot                 | Génération Foot             | 1                | 1                |                            |                            |                            |                            |  |  |                                              |                                              |                                              |                                              |
|  | DUC                                   | DUC                         | Génération Foot                 | Génération Foot             | 1                | 1                | 0                          | 0                          |                            |                            |  |  |                                              |                                              |                                              |                                              |
|  | DUC                                   | DUC                         |                                 |                             |                  |                  |                            |                            |                            |                            |  |  |                                              |                                              |                                              |                                              |
|  | Guelwaars Fatick                      | Guelwaars Fatick            | 1                               | 1                           |                  |                  |                            |                            |                            |                            |  |  |                                              |                                              |                                              |                                              |
|  | Guelwaars Fatick                      | Guelwaars Fatick            | 1                               | 1                           | Guelwaars Fatick | Guelwaars Fatick | 0                          | 0                          |                            |                            |  |  |                                              |                                              |                                              |                                              |
|  | 9 avril 2025, Stade Lat-Dior          |                             |                                 |                             | Guelwaars Fatick | Guelwaars Fatick | 0                          | 0                          |                            |                            |  |  |                                              |                                              |                                              |                                              |
|  |                                       |                             | Génération Foot                 | Génération Foot             | 1                | 1                |                            |                            |                            |                            |  |  |                                              |                                              |                                              |                                              |
|  | Wally Daan FC                         | Wally Daan FC               | Génération Foot                 | Génération Foot             | 1                | 1                | 0                          | 0                          |                            |                            |  |  |                                              |                                              |                                              |                                              |
|  | Wally Daan FC                         | Wally Daan FC               |                                 |                             |                  |                  |                            | 0                          |                            |                            |  |  |                                              |                                              |                                              |                                              |
|  | Génération Foot                       | Génération Foot             | 1                               | 1                           |                  |                  |                            |                            |                            |                            |  |  |                                              |                                              |                                              |                                              |
|  | Génération Foot                       | Génération Foot             | 1                               | 1                           |                  |                  |                            |                            |                            |                            |  |  |                                              |                                              |                                              |                                              |
|  |                                       |                             |                                 |                             |                  |                  |                            |                            |                            |                            |  |  |                                              |                                              |                                              |                                              |

#### Quarts de finale
| 8 avril 2025  | ASC Jaraaf                                                     | 3 - 2 | RS Yoff                                | Stade de Ngor |  |
| 16:30 (UTC 0) | 22e (Mame Saer Gueye) 39e (Issaga Kane) 51e (Souleymane Cissé) |       | 87e (Yaya Baldé) 89e (Rajag Mavoungou) |               |  |
| 16:30 (UTC 0) |                                                                |       |                                        |               |  |

| 10 avril 2025 | Builders FC        | 1 - 0 | Étoile Lusitana | Stade Djagaly Bagayoko |  |
| 16:30 (UTC 0) | 90+6e (Latyr Tine) |       |                 |                        |  |
| 16:30 (UTC 0) |                    |       |                 |                        |  |

| 9 avril 2025  | DUC | 0 - 1 | Guelwaars Fatick   | Stade municipal des HLM |  |
| 16:30 (UTC 0) |     |       | 18e (Moussa Cisse) |                         |  |
| 16:30 (UTC 0) |     |       |                    |                         |  |

| 9 avril 2025  | Wally Daan FC | 0 - 1 | Génération Foot          | Stade Lat-Dior |  |
| 17:00 (UTC 0) |               |       | 06e (Jean Bernard Guèye) |                |  |
| 17:00 (UTC 0) |               |       |                          |                |  |

#### Demi-finales
| 15 mai 2025   | ASC Jaraaf                           | 2 - 2 | Builders FC,                         | Stade de Ngor |  |
| 16:30 (UTC 0) | 22e (Falilou Fall) 94e (Ameth Niang) |       | 79e (Moussa Bouly Lo) 99e (Mar Wade) |               |  |
| 16:30 (UTC 0) |                                      |       |                                      |               |  |
| 16:30 (UTC 0) | Tirs au but 3 - 5                    |       |                                      |               |  |

| 15 mai 2025   | Guelwaars Fatick | 0 - 1 | Génération Foot   | Stade Massène Sène |  |
| 16:30 (UTC 0) |                  |       | 96e (Alassane Sy) |                    |  |
| 16:30 (UTC 0) |                  |       |                   |                    |  |

#### Finale
| 20 juillet 2025 | ASC Jaraaf | 0-1 | Génération Foot         | Stade Léopold-Sédar-Senghor |  |
| 18:30 (UTC 0)   |            |     | 18e (Abdoulaye Agne Ba) |                             |  |
| 18:30 (UTC 0)   |            |     |                         |                             |  |